# Вюльфрат
Вюльфрат (нем. Wülfrath) — город в Германии, в земле Северный Рейн-Вестфалия.
Подчинён административному округу Дюссельдорф. Входит в состав района Меттман.  Население составляет 21,5 тыс. человек (2009); в 2000 г. — 22,6 тысячи. Занимает площадь 32,23 км². Официальный код  —  05 1 58 036.
Город подразделяется на 8 городских районов.